# Myonia inaria
Myonia inaria är en fjärilsart som beskrevs av Druce 1885. Myonia inaria ingår i släktet Myonia och familjen tandspinnare. Inga underarter finns listade i Catalogue of Life.